# ミス・ア・シング
「ミス・ア・シング」（原題: "I Don't Want to Miss a Thing"）  はアメリカのロック・バンドであるエアロスミスが1998年に発表した楽曲。

## 解説
1998年の映画『アルマゲドン』のサウンドトラックに収録され、全米シングルチャートで1位を記録した。なお、エアロスミスは28年の活動で、この曲が初めての1位だった。この曲は1998年9月5日から9月28日までの4週間連続で1位に留まった。また、オーストラリア、ドイツ、アイルランド、オーストリア、ノルウェー、イタリア、オランダ、スイスなど各国で1位を記録した。
本作は大多数のエアロスミスの楽曲とは異なり、バンド外部の女性ソングライターであるダイアン・ウォーレンによって制作された。
2001年に日産エルグランド（E50型）、2018年に日清カップヌードルのCMソングとして起用された。
2001年3月30日に放送された『ミュージックステーション』に出演し、「JADED」と共に披露された。
日本のTVアニメ『ジュエルペット サンシャイン』（第7話、23話）の挿入歌として使用されている。
2013年に発売されたゲーム『Saints Row IV』ではオープニングミッションにて挿入歌として使用されており、ゲーム中のラジオ曲としても収録されている。

## カバー
- 冴木杏奈 - 1999年7月30日に冴木杏奈がAN名義で日本語カバーしたものを「アルマゲドン 愛のテーマ / I Don't Want To Miss A Thing」というタイトルで発売。発売元はソニー・レコーズ。
- 青山テルマ - 2012年11月14日リリースのアルバム『MY COVERS』に収録。英語カバー。
- ユンナ - 2010年のライブ「라이브 공식 23-4: Time 2 L.O.V.E」、KBS2の番組などで披露。英語カバー。
- ガブリエーラ・ケヴェド - ギター・ソロ[4]。
- ビクター・デ・アンドレス - ギター・ソロ[5]。

### 伊藤由奈によるカバー
「I Don't Want To Miss A Thing」（アイ・ドント・ウォント・トゥー・ミス・ア・シング）は、伊藤由奈のデジタル・シングル。洋楽カバー第1弾。2010年7月28日配信限定発売。発売元はソニー・ミュージックレコーズ。
自身がパーソナリティーを務めるJFN系ラジオ番組「伊藤由奈のHEART to HEART」で洋楽をカバーするコーナー“Studio Live”の第1弾として放送された後、Woman.exciteとのコラボ企画“〜Ito Yuna Respects〜”のファン投票第1弾で伊藤にカバーしてほしい洋楽第1位に選ばれ、デジタル・シングルとして配信が決定。カバー言語は英語。
ラジオやライブではアコースティックのアレンジで披露されたが、デジタル・シングルではフル・オーケストラ・バージョンとなっている。 ベスト・アルバム『LOVE 〜Singles Best 2005-2010〜』の初回生産限定盤/B-typeのみ付属の洋楽カバーCDに収録されている。
ビデオ・クリップが配信リリースに合わせて急遽制作された。監督は井上哲央。